# Impatiens eramosa
Impatiens eramosa är en balsaminväxtart som beskrevs av William James Tutcher. Impatiens eramosa ingår i släktet balsaminer, och familjen balsaminväxter. Inga underarter finns listade i Catalogue of Life.